# Joshua Key (Deserteur)
Joshua Key (geb. 1978) ist ein US-amerikanischer Deserteur, der heute in Kanada lebt.
Seine persönliche Erfahrungen als ehemaliger US-Soldat im Irak mit seinen schrecklichen Erlebnissen der Gewalt der USA gegen die Bevölkerung und die andauernden Menschenrechtsverletzungen waren der Grund für seine Desertion. In seinem 2007 von dem kanadischen Schriftsteller Lawrence Hill verschriftlichten Buch („as told to Lawrence Hill“), das auch auf Deutsch erschien (Ich bin ein Deserteur) berichtet Joshua Key über sein Leben als Soldat im Irakkrieg und seine Flucht aus der US-Armee. Joshua Key ist heute ein Kriegsgegner und lebt mit seiner Familie im kanadischen Exil.

## Zitat
„Die meisten Häuser im Irak sahen ordentlich aus, waren sauber und gut eingerichtet – bis wir auftauchten.“